# Бордж ин-Надур

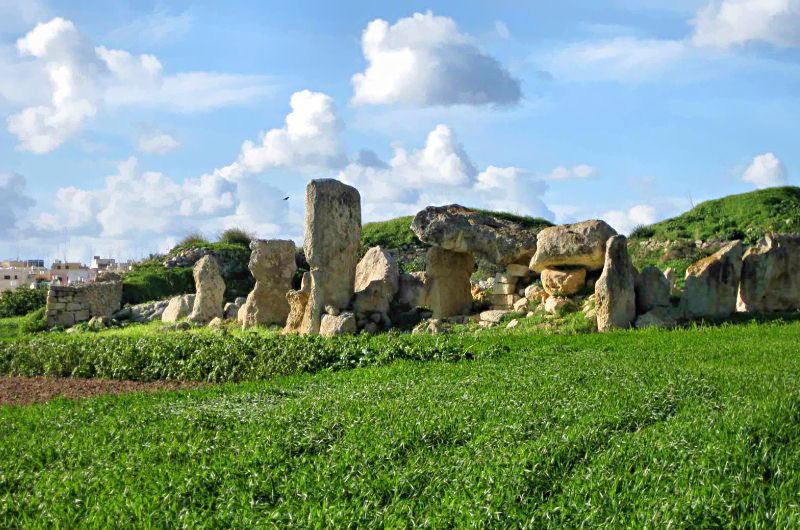
Бордж ин-Надур

Бордж ин-Надур, мальт. Borġ in-Nadur, букв. «крепость на холме» — археологический памятник на Мальте, где обнаружены руины одного из мегалитических храмов Мальты и останки укреплённого поселения эпохи бронзового века. Находится на скалистом отроге между реками Зембаг (Zembaq) около города Бирзеббуджа (где есть и другая достопримечательность, пещера Гхар-Далам) на юго-востоке острова Мальта.
Мегалитический храм относится к периоду около 2000—1600 гг. до н. э. Он сильно разрушен, что делает его датировку довольно ненадёжной, поскольку место храма подверглось расчистке в конце XIX века с тем, чтобы превратить эту землю в культивируемые поля. В настоящее время хорошо виден фундамент храма в виде трилистника (28 x 16 м), характерный для мегалитических храмов, несмотря на наносные камни более позднего происхождения.
Примерно в сотне метров от руин храма находилась деревня. В настоящее время от неё сохранилась только каменная ограда. Раскопки показали, что она окружала несколько хижин. Высота ограждающей стены — 4 метра, а толщина — 1,50 метра. Она сложена из каменных блоков методом сухой кладки, однако камни уложены тычком и скреплены каменными колышками, благодаря чему плотно скреплены друг с другом. Также сохранились два полукруглых редута, 60 и 18 метров в периметре.